# Líneas Aéreas Canarias
Líneas Aéreas Canarias, S.A. o LAC fue una aerolínea española creada en 1984 para ofrecer inicialmente conexiones entre las Islas Canarias y excursiones a Marruecos y Madeira. Inició vuelos en 1985 y cesó sus operaciones en 1990 con vuelos por Europa.

## Historia

### Fundación
Líneas Aéreas Canarias LAC, nació en mayo de 1984 en la oficina de Avda. de Anaga, 43 en Santa Cruz de Tenerife, España.
El socio fundador fue Joaquín Suñer Machado, junto José Rivero y Mario Machado entre otros accionistas canarios, siendo estos tres los más involucrados en la puesta en marcha.
Para obtener el AOC, la Dirección General de Aviación Civil exigió tener 100 millones de pesetas de capital social totalmente escriturado y desembolsado. Para poder cumplir con este requisito se buscaron otros socios, momento en el que se sumó Antonio Armas Fernández, presidente de la Naviera Armas, quien pasó a ser presidente de la compañía aérea incorporándose ésta en el Grupo Armas.

### Inicio de Operaciones
LAC inicia operaciones en septiembre de 1985 con 2 turbohélices Vicker Viscount (EC-DXU y EC-DYC) con capacidad de 82 pasajeros. Estos aviones cuatrimotores ingleses disponían de motores Rolls Royce que consumían 1.500 litros por hora, y fueron comprados a la aerolínea British Air Ferries por 100 millones de pesetas cada uno y financiados a un tipo de interés del 21,5% anual.
Comienza a volar como compañía charter, obligado por el duopolio existente en esos años de los vuelos regulares de Iberia y Aviaco. Empiezan con vuelo en el Archipiélago Canario conectando las islas de Fuerteventura, Gran Canaria, Lanzarote y Tenerife, así como vuelos chárter a Marrakech y Madeira. Estos pasajeros eran traídos por los tour operadores como Alpitour, Airtour, Neckerman, Tui, Club de Vacaciones, Mundicolor y Going, y sumándose como pasajeros los cambios de tripulación de la compañía aérea Scan Air.
El primer año se transporta 120.000 pasajeros con estas dos aeronaves mencionadas.

### Salto a Europa
El cierre de Spantax en 1988 abrió nuevas oportunidades para esta aerolínea, por lo que se lanzó al mercado charter europeo, dando de baja los Viscounts y adquiriendo en leasing modernos MD-83 de 180 plazas a McDonnell Douglas, de los que llegó a operar seis unidades. La compañía tuvo un crecimiento importante al incorporar a buena parte del equipo directivo, tripulación de vuelo y personal de mantenimiento de aquella.
Fueron tantos vuelos chárter sin parar por todo Europa, países nórdicos y centroeuropeos fundamentalmente, que McDonnell Douglas comunicó que en uno de esos años de bonanza, uno de los aviones de la compañía realizó el récord de MD-83 con más horas de vuelo del mundo.
La compañía comenzó su propio auto handling dirigido por José Rivero, siendo posteriormente estos servicios cubiertos por la compañía filial Handling Canarias, cuando se operaba en las islas.

### Fin de Operaciones
En 1990 fue adquirida por Meridiana Compañía Española de Aviación, S.A., incorporándose al proyecto de Meridiana (propiedad de Shah Karim al-Hussayni, el Aga Khan IV) en España, junto a Universair del Grupo Matutes y a la compañía de aerotaxi Euravia.
A lo largo de 1990 y 1991, la mayor parte de su personal y flota fueron transferidos a Meridiana Air, S.A., compañía que desarrolló el citado proyecto.
Su pretensión era la de aprovechar la incipiente liberalización del transporte aéreo regular en España. Esta aerolínea comenzó con una flota de cinco MD-83 y cuatro BA-146, operando rutas regulares internacionales desde Valencia y Barcelona. Pero al no conseguir materializar este primer intento de vuelos regulares, la compañía cerró sus puertas en 1992.

## Flota histórica
| Aeronaves               | Total | Introducido | Retirado | Matrículas                                      |
| ----------------------- | ----- | ----------- | -------- | ----------------------------------------------- |
| Boeing 727-200          | 2     | 1988        | 1997     | LV-MIM y EC-GKL                                 |
| McDonnell Douglas MD-83 | 6     | 1988        | 1991     | EC-EFU, EC-EJZ, EC-EKM, EC-EKT, EC-EMG y EI-BWD |
| Vickers Viscount        | 2     | 1985        | 1989     | EC-DXU y EC-DYC                                 |

## Otros intentos de operar la marca
Se produjo un intento de relanzamiento de la marca Líneas Aéreas Canarias (la aerolínea original operó entre 1985 y 1990), constituyéndose como LAC Canarias Líneas Aéreas S.A. el 10 de marzo de 1995, pero el proyecto no tuvo éxito y nunca recibió el certificado de aeronavegabilidad. Se contrato un B-727-2K5 Advanced que fue pintado y matriculado como EC-GKL que finalmente fue devuelto tres meses después a su propietario Safair.